# Tatort: Die kleine Zeugin
Die kleine Zeugin ist ein Fernsehfilm aus der Krimireihe Tatort. Die Folge wurde vom Südwestrundfunk unter der Regie von Miguel Alexandre produziert und erstmals am 27. August 2000 im Deutschen Fernsehen ausgestrahlt. Es ist die 452. Folge des Tatorts und 20. Episode mit der Ludwigshafener Ermittlerin Lena Odenthal (Ulrike Folkerts). Für ihren Kollegen Mario Kopper (Andreas Hoppe) ist es der elfte Fall.

## Handlung
Der dicke Geldbeutel der Buspassagierin weckt das Interesse der jungen Mitfahrerin mit Dreadlocks und wechselt prompt den Besitzer. Es hat sich gelohnt, aber das persönliche Bild im Portemonnaie macht sie ein wenig nachdenklich. Vor einem Fahrstuhl trifft sie eine etwas hektische, elegante Frau und gibt ihr das heruntergefallene Halstuch. „Sie sind so schön!“ – daraufhin bekommt sie das Halstuch mit einer Liebeswidmung geschenkt. Neugierig geworden, folgt sie ihr in die Tiefgarage, wo der Freund der Dame, Tom Reisinger, wartet. Plötzlich hört man quietschende Reifen und die Dame wird auf eine Motorhaube geschleudert. Der dunkle BMW bleibt mit zertrümmertem Blinkerglas stehen, stößt zurück und der Fahrer feuert dreimal auf die am Boden Liegende. Der Fahrer selbst zeigt sich und gibt zwei weitere Schüsse auf die unerwartete Zeugin ab. Tom Reisinger deckt die kleine Zeugin ab und schützt sie dadurch.
Kopper zeigt Odenthal den Unterschlupf der Straßenkinder neben der Tiefgarage, wo sie außer Pillenmischungen auch Haarwachs finden – ein Hinweis auf Dreadlocks. Unterdessen demoliert der Mörder, Robert Franke, in einem Parkhaus PKWs der gehobenen Preisklasse mit einer Eisenstange. Im Anschluss wird er auf der Fahrt nach Frankfurt von einem Journalisten angerufen, der ihn auf einem Titelblatt präsentieren will. Franke ist aktuell gar nicht damit einverstanden.
Odenthal kommt recht schnell an die „kleine Zeugin“, die 14-jährige Tanja Johanni, die erschrocken erfährt, dass Saskia Döhring tot ist. Odenthal nimmt Tanja zu deren Sicherheit mit nach Hause, wo Kopper über den Anrufbeantworter berichtet, dass Döhring festgestellt hatte, dass ihre Bank von einer Grundstücksgesellschaft abgezockt werden sollte.
Der Dezernent für Wirtschaftskriminalität, Walter Moser, hat sich bereits im Büro der Toten niedergelassen und berichtet Odenthal und Kopper von den Aktivitäten der Grundstücksgesellschaft, die in großem Stil investiert u. a. in eine Mülldeponie. Moser weist süffisant auf Tom Reisinger hin, der auch prompt von Odenthal aufgesucht wird. Der kann aber kein Licht ins Dunkel bringen.
Franke macht sich auf die Suche nach Tanja, verrät sich aber durch das zerbrochene Blinkerglas, und Tanja kann sich verstecken. Mitten in der Nacht kommt sie in Odenthals Wohnung zurück. Sie ist verzweifelt angesichts ihrer Hoffnungslosigkeit und erzählt kurz von ihrer Flucht. Am nächsten Tag sieht sie in einer Videothek die Illustrierte „Global Business“ mit dem Mörder auf der Titelseite. Sie nimmt das Titelbild an sich. Die Sorge Odenthals um Tanjas Sicherheit nach der Einweisung ins Heim ist berechtigt, denn prompt steht Tanja Robert Franke im Treppenhaus gegenüber. Er zückt seine Waffe und verfolgt die Zeugin. Tanja kann fliehen. Odenthal vermutet, dass Franke den Tipp von Moser erhalten hat, der sich zur entsprechenden Zeit im Kommissariat aufgehalten hat.
Tanja versucht in der Bank herauszufinden, wo sich der einzige Vertraute, Tom Reisinger, befindet. In der Lobby des Steigenberger Hotel angekommen, sieht sie zunächst Reisinger mit Odenthal und dann ausgerechnet den hinzu kommenden Franke, der Reisinger vertraut die Hand auf die Schulter legt. Nach Blickkontakt von Reisinger mit Tanja nimmt sie wieder Reißaus und demoliert die Wohnung der „Verräterin“ Odenthal. Anstatt dort zu bleiben, geht sie ins neue Versteck, wo sich Reshe befindet. Dann wird klar, dass Reisinger und Franke gemeinsame Sache machen und Saskia Döhring zu nahe an Reisinger heran gekommen war. In einer heldenhaften Schlusssequenz rettet Odenthal Tanjas Leben.

## Hintergrund
Special Guests in diesem Tatort sind Sänger Xavier Naidoo und die Söhne Mannheims.

## Rezeption

### Einschaltquote
8,04 Millionen Zuschauer sahen die Folge Die kleine Zeugin in Deutschland bei ihrer Erstausstrahlung am 27. August 2000, was einem Marktanteil von 26,03 Prozent entsprach.

### Kritik
Tilmann P. Gangloff schreibt anerkennend: „Miguel Alexandre inszenierte den ‚Tatort‘ mit viel Gespür gerade für die beiden Frauenfiguren, doch auch die wenigen Action-Szenen sind nicht zuletzt dank der Musik von Dominik Roth gelungen. Starke Präsenz haben in weiteren Rollen Ulrich Pleitgen als schnöseliger Odenthal-Kollege für Wirtschaftskriminalität und Oliver Stokowski in einer vielschichtigen Rolle als Freund des Opfers.“
Die Kritiker der Fernsehzeitschrift TV Spielfilm geben für diesen Tatort den Daumen nach oben und meinen: „Die ‚Zähmung‘ der widerspenstigen Zeugin wirkt etwas klischeehaft, der Rest fesselt allerdings.“ und so ist der Krimi „Trotz kleiner Macken: straff erzählt, packend.“